# Bernard Makuza
Bernard Makuza (nascut el 30 de setembre de 1961) és un polític de Ruanda que va ser primer ministre de Ruanda del 8 de març de 2000 al 6 d'octubre de 2011. Ha estat president del Senat de Ruanda des del 14 d'octubre de 2014.

## Carrera
És fill d'Anastase Makuza, qui va servir com a ministre durant la presidència de Grégoire Kayibanda.
Va ser membre del Moviment Democràtic Republicà (MDR) abans que el partit es va dissoldre el 14 d'abril de 2003 a causa de la seva història de promoció de la ideologia del genocidi. Makuza va renunciar a la seva pertinença al MDR abans de ser nomenat Primer Ministre. El 2006, durant el seu mandat com a primer ministre, Makuza va manifestar que no militava en cap partit.

## Primer ministre
Makuza va ser l'ambaixador de Ruanda a Burundi i després ambaixador a Alemanya abans de ser nomenat Primer Ministre al març de 2000. El seu nomenament en aquest últim càrrec pel president Pasteur Bizimungu va seguir la dimissió del primer ministre Pierre-Célestin Rwigema, que havia estat molt criticat en la premsa ruandesa i per alguns parlamentaris.
Makuza va romandre al capdavant d'un nou govern nomenat el 8 de març de 2008, que estava format per 21 ministres i sis secretaris d'estat.

## Senat
El 6 d'octubre de 2011, el president Kagame va nomenar Pierre Habumuremyi per substituir Makuza com a primer ministre. Makuza va ser nomenat per al Senat de Ruanda. En el Senat, Makuza va ser vicepresident de Legislació i Supervisió del Govern. Posteriorment, va ser elegit president del Senat, amb 25 de 26 vots a favor i cap candidat opositor, i va jurar el 14 d'octubre de 2014.